# Nagykanizsa (stacja kolejowa)
Nagykanizsa (węg. Nagykanizsa vasútállomás) – stacja kolejowa w Nagykanizsa, w komitacie Zala, na Węgrzech. 
Stacja znajduje się na ważnej magistrali kolejowej 30 Budapest – Székesfehérvár – Nagykanizsa i obsługuje wszystkie kategorie pociągów.

## Linie kolejowe
- Linia 17 Szombathely – Nagykanizsa
- Linia 30 Budapest – Székesfehérvár – Nagykanizsa